# クリストファー・イシャーウッド
クリストファー・イシャーウッド（Christopher William Bradshaw Isherwood, 1904年8月26日 - 1986年1月4日）はイギリスの小説家、脚本家。

## 生い立ち
イングランド・チェシャーにて生まれ、イギリス陸軍の中佐であった父親の仕事の都合で様々な町にて幼少期を過ごした。16世紀からの名家の出身。
第一次世界大戦で父が戦死し、その後は母とロンドンで暮らすようになる。サリー州のプレパラトリー・スクールでW・H・オーデンと出会う。その後、医学を学ぶためにキングス・カレッジ・ロンドンに入学したが、1年で退校した。

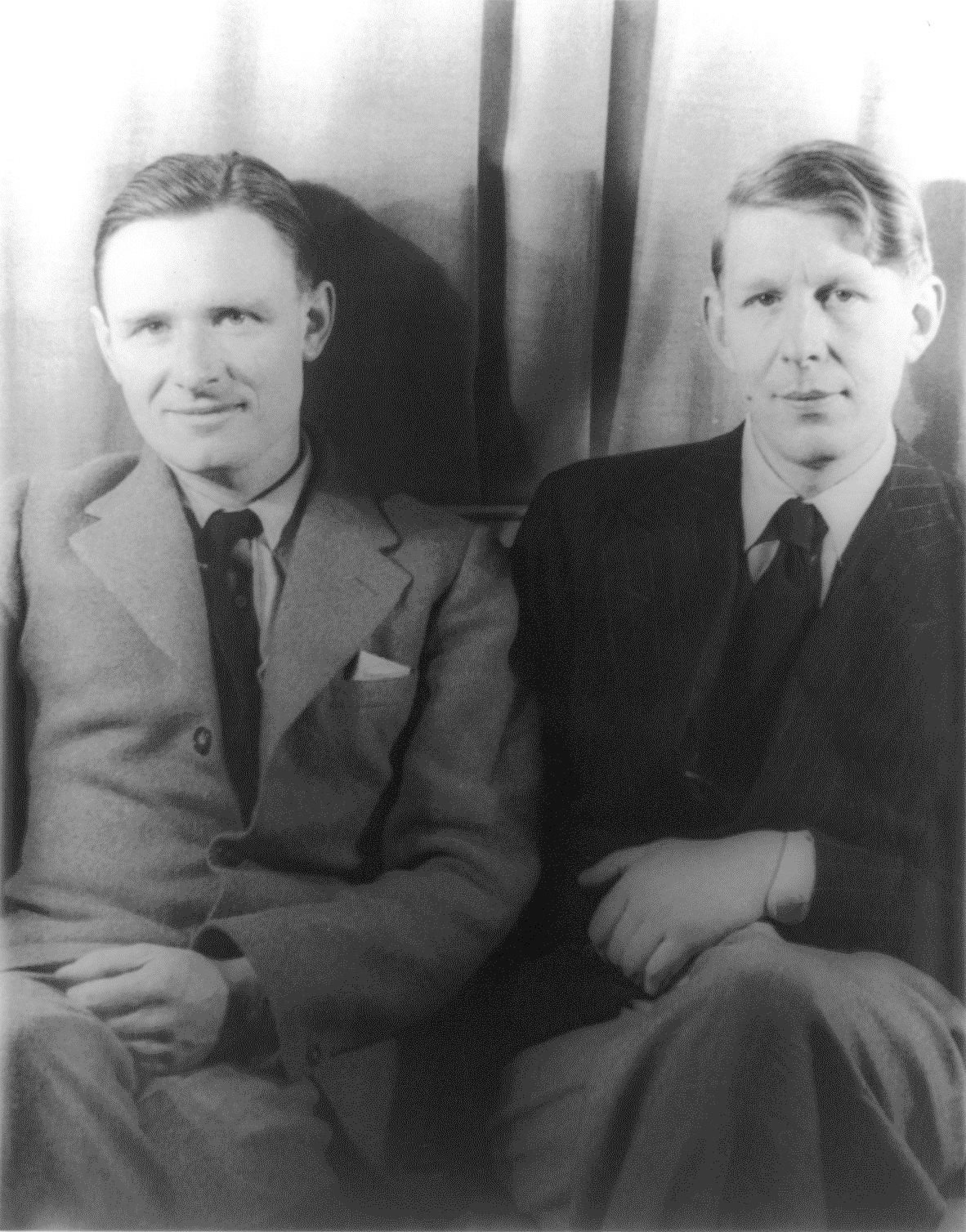
イシャーウッド（左）とW・H・オーデン（右）。1939年、カール・ヴァン・ヴェクテンによる撮影。

ケンブリッジ大学を中退して職を転々とし、1928年処女作「陰謀家たち」（All the Conspirators）を発表。
1930年代、W・H・オーデン、セシル・デイ＝ルイス、ルイス・マクニース、スティーブン・スペンダーら「オーデングループ」の一員となる。
イギリスのアッパー・ミドル階級の暮らしを嫌悪し、1929年からヒトラー政権成立直前までベルリンに滞在した。1933年から37年にかけコペンハーゲン、シントラなどヨーロッパ各地で生活。
オーデンと「F6登攀」（The Ascent of F6）(1936)ほかの実験的詩劇を合作。1938年にはオーデンとともに日中戦争下の中国大陸を旅行し、帰国後第二次世界大戦を予想した合作「前線にて」（On the Frontier）(1938)を発表した。
1939年にアメリカ合衆国へ渡り、1946年に帰化する。
ゲイ男性の文筆家として著名。48歳のとき、当時18歳だった画家ドン・バチャーディに出会い、亡くなるまで生涯のパートナーだった。2007年には二人の生涯を追ったドキュメンタリー映画『Chris & Don. A Love Story』が公開された。
代表的な短編小説「さらばベルリン」は、1951年、ジョン・ヴァン・ドルーテンにより『私はカメラ』としてブロードウェイで舞台化された。この演劇は1955年にイギリスで『嵐の中の青春』として映画化された。さらに1966年、『キャバレー』としてミュージカル化されてトニー賞を受賞。1972年に『キャバレー』が映画化され大ヒットした。

## 著書

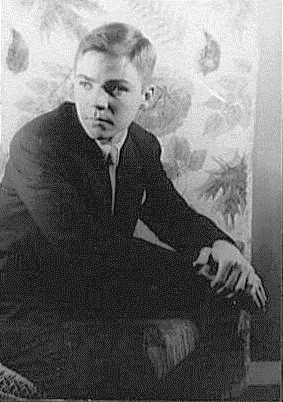
イシャーウッドの30歳以上年下の恋人であったDon Bachardy。カール・ヴァン・ヴェクテンによる撮影

- All the Conspirators (1928; new edition 1957 with new foreword)
- The Memorial (1932)
- Mr. Norris Changes Trains (1935; U.S. edition titled The Last of Mr. Norris)
  - ノリス氏の処世術　または　山師
- The Dog Beneath the Skin (1935, with W. H. Auden)
- The Ascent of F6 (1937, with W.H. Auden)
- Sally Bowles (1937; later included in Goodbye to Berlin)
- On the Frontier (1938, with W.H. Auden)
- Lions and Shadows (1938, autobiography) 
  - 若き日の小説家　ライオンと影
- Goodbye to Berlin (1939) 　
  - さらばベルリン
- Journey to a War (1939, with W.H. Auden)
- Prater Violet (1945)
- The Berlin Stories (1945; contains Mr. Norris Changes Trains and Goodbye to Berlin; reissued as The Berlin of Sally Bowles, 1975)
- The Condor and the Cows (1949, South-American travel diary)
- What Vedanta Means to Me (1951, pamphlet)
- The World in the Evening (1954)
- Down There on a Visit (1962)
- An Approach to Vedanta (1963)
- A Single Man (1964) 。2009年にデザイナーのトム・フォードが映画化。邦題は『シングルマン』
- Ramakrishna and His Disciples (1965)
- Exhumations (1966; journalism and stories)
- A Meeting by the River (1967)
- Essentials of Vedanta (1969)
- Kathleen and Frank (1971, about Isherwood's parents)
- Frankenstein: The True Story (1973, with Don Bachardy; based on their 1973 filmscript)
- Christopher and His Kind (1976, autobiography)
- My Guru and His Disciple (1980)
- October (1980, with Don Bachardy)
- The Mortmere Stories (with Edward Upward) (1994)
- Where Joy Resides: An Isherwood Reader (1989; Don Bachardy and James P. White, eds.)
- Diaries: 1939–1960, Katherine Bucknell, ed. (1996)
- Jacob's Hands: A Fable (1997) originally co-written with Aldous Huxley
- A Meeting by the River (New edition, Minneapolis: University of Minnesota Press, 1999)
- Down There on a Visit (New edition, Minneapolis: University of Minnesota Press], 1999)
- The Memorial (New edition, Minneapolis: University of Minnesota Press, 1999)
- The World in the Evening (New edition, Minneapolis: University of Minnesota Press, 1999)
- Lost Years: A Memoir 1945–1951, Katherine Bucknell, ed. (2000)
- Lions and Shadows (Minneapolis: University of Minnesota Press, 2000)
- Christopher and His Kind (New edition, Minneapolis: University of Minnesota Press, 2001)
- My Guru and His Disciple (New edition, Minneapolis: University of Minnesota Press, 2001)
- Prater Violet (New edition, Minneapolis: University of Minnesota Press, 2001)
- A Single Man (New edition, Minneapolis: University of Minnesota Press, 2001)
- The Condor and the Cows (New edition with foreword by Jeffrey Meyers, Minneapolis: University of Minnesota Press, 2003)
- Where Joy Resides (New edition with introduction by Gore Vidal, Minneapolis: University of Minnesota Press, 2003)
- Kathleen and Christopher, Lisa Colletta, ed. (Letters to his mother, Minneapolis: University of Minnesota Press, 2005)
- Isherwood on Writing．（University of Minnesota Press, 2007)

翻訳
- Charles Baudelaire, Intimate Journals (1930; revised edition 1947)
- The Song of God: Bhagavad-Gita (with Swami Prabhavananda, 1944)
- Shankara's Crest-Jewel of Discrimination (with Swami Prabhavananda, 1947)
- How to Know God: The Yoga Aphorisms of Patanjali (with Swami Prabhavananda, 1953)

### 日本語訳
- 救いなき人々（中野好夫訳、文藝春秋新社、1952年）
  - ベルリンよ、さらば - 救いなき人々（中野好夫訳、角川文庫、1960年）
  - さらばベルリン（研究社小英文叢書、佐野英一註釈、1982年）
- 山師 （吉田健一訳、文藝春秋新社、1952年）
  - ノリス氏の処世術（北村弘文訳、文化書房博文社、1986年）
  - いかさま師ノリス（木村政則訳、白水社、2020年）
- 若き日の小説家　ライオンと影「一九二〇年代の教育」（橋口稔訳、南雲堂〈双書・不安の時代〉、1958年、新版1974年）
- キャスリーンとフランク（横山貞子訳、新潮社、2022年）
- バガヴァッド・ギータ（スワミ・プラバヴァーナンダ、クルストファ・イシャウッド共編）

熊澤教眞訳、ヴェーダーンタ文庫、1970年

## 映画

### 脚本
- 天国の怒り (1941)
- ラブド・ワン (1965)
- ジブラルタルの追想 (1967)
- 真説フランケンシュタイン／北極に消えた怪奇人間！ (1973)<TVM>

### 原作
- 令嬢画伯 (1949)
- シングルマン (2009)